# Franse parlementsverkiezingen 1852
De Franse parlementsverkiezingen van 1852 voor het Wetgevend Lichaam vonden plaats in twee rondes op 29 februari en 14 maart 1852. De regeringsgezinde bonapartisten verkregen een zeer ruime meerderheid. 
De verkiezingen vonden plaats op basis van algemeen enkelvoudig kiesrecht voor mannen. Er waren 6.222.983 kiezers. De officiële kandidaten waar de kiesgerechtigden hun stem aan konden geven waren door de overheid goedgekeurd.
| Politieke groepering | Politieke groepering                    | Zetels                            | Percentage | +/- |
|                      | Bonapartisten                           | 253                               | 86,55%     |     |
|                      | Oppositie (royalisten en republikeinen) | 8 (5 royalisten, 3 republikeinen) | 13,45%     |     |
| Totaal               | Totaal                                  | 261                               | 100%       |     |

De drie republikeinse verkozenen, Hippolyte Carnot, Eugène Cavaignac en Jacques-Louis Hénon weigerden de eed van trouw aan de keizer en de grondwet te zweren en konden derhalve geen zitting nemen in het Wetgevend Lichaam.